# Cloud 9 (personaggio)
Cloud 9, il cui vero nome è Abigail "Abby" Boylen, è un personaggio dei fumetti creato da Dan Slott (testi) e Stefano Caselli (disegni), pubblicato dalla Marvel Comics. La sua prima apparizione è in Avengers: The Initiative n. 1 (aprile 2007).

## Biografia del personaggio
Abigail è una giovane recluta dell'Iniziativa reclutata da War Machine.
A Camp Hammond si dimostra però spesso insicura delle proprie capacità e impacciata; durante questo periodo instaura un rapporto di amicizia con Micheal Van Patrick, alias MVP, nipote del creatore del siero del supersoldato Abraham Erskine e reclutato da Justice, fino a quando il ragazzo non rimane ucciso nel tentativo di salvarla; la sua morte renderà Abigail ancora più insicura e riuscirà ad andare avanti solo grazie ai suoi amici Hardball e Komodo.

### World War Hulk
Durante World War Hulk si unisce alle altre reclute nel tentativo di fermare l'avanzata del Golia Verde e riesce a sopraffare Elloe col suo gas.

## Poteri e abilità
Controlla una sorta di gas alieno grazie al quale può volare.